# Chevrolet Camaro 45th Anniversary
Pour les articles homonymes, voir Chevrolet Camaro (homonymie).
La Chevrolet Camaro 45th Anniversary est une série spéciale de la cinquième génération de Chevrolet Camaro, produite en 2012 à l'occasion des 45 ans de la première Camaro (1967).

## Présentation
La Camaro 45th Anniversary est basée sur la Camaro 2SS. Elle est commercialisée, en V6 3,6 litres et V8 6,2 litres en Amérique du Nord, et uniquement en V8 en Europe, en 2012 pour fêter les 45 ans de la Muscle car de Chevrolet. En 2017, Chevrolet lance sur le même principe une série spéciale 50th Anniversary.

## Caractéristiques techniques
Elle se distingue par une couleur unique "Grey Carbon Flash", des bandes de couleur et un pack d'équipements spécifiques :
- Jantes 20 pouces et caches moyeux spécifiques;
- Sellerie cuir noire brodée 45th sur les dossiers;
- Bandes spécifiques grises et rouge sur le capot et le coffre;
- Badges 45th sur le volant, le pommeau de vitesse, le tableau de bord et sur les ailes avant;
- Seuils de portes spécifiques;
- Surpiqures contrastées bleues, blanches et rouges sur le volant, les sièges, la console centrale, les accoudoirs et le levier de vitesses;
- Peinture métalisée Grey Carbon Flash.

Équipements spécifiques de la Camaro 45th
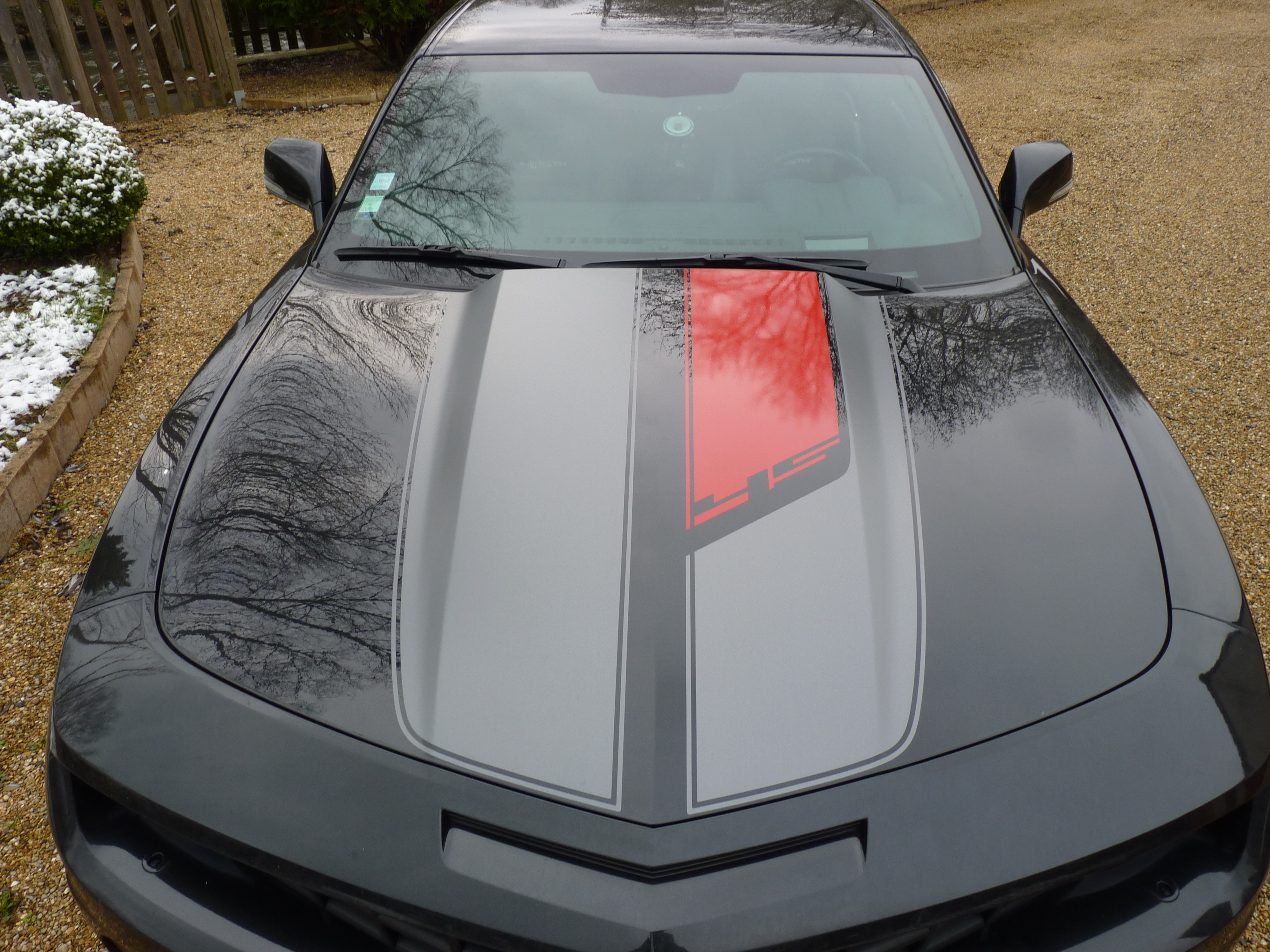
Stickers 45th
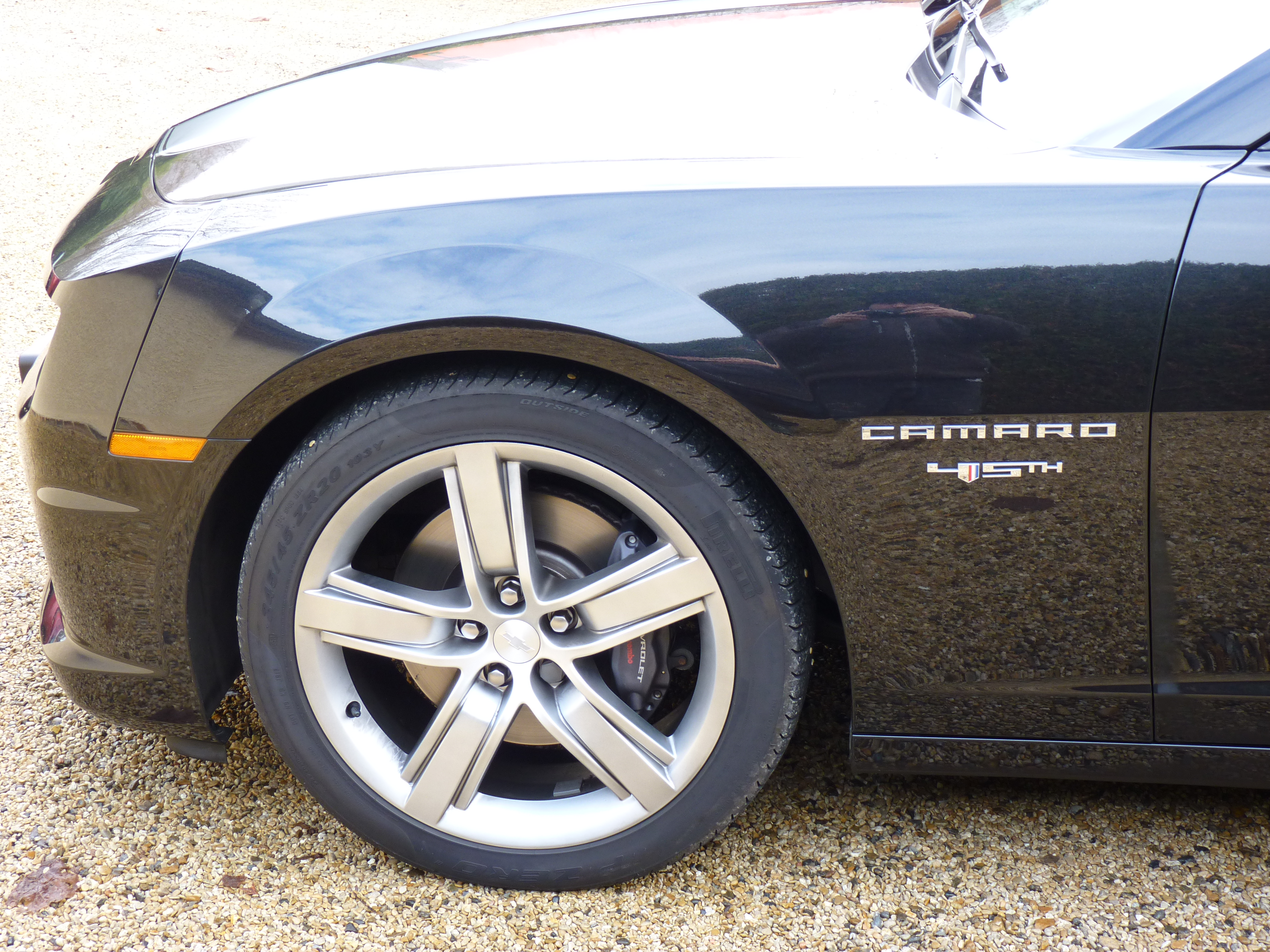
Jantes et badges spécifiques
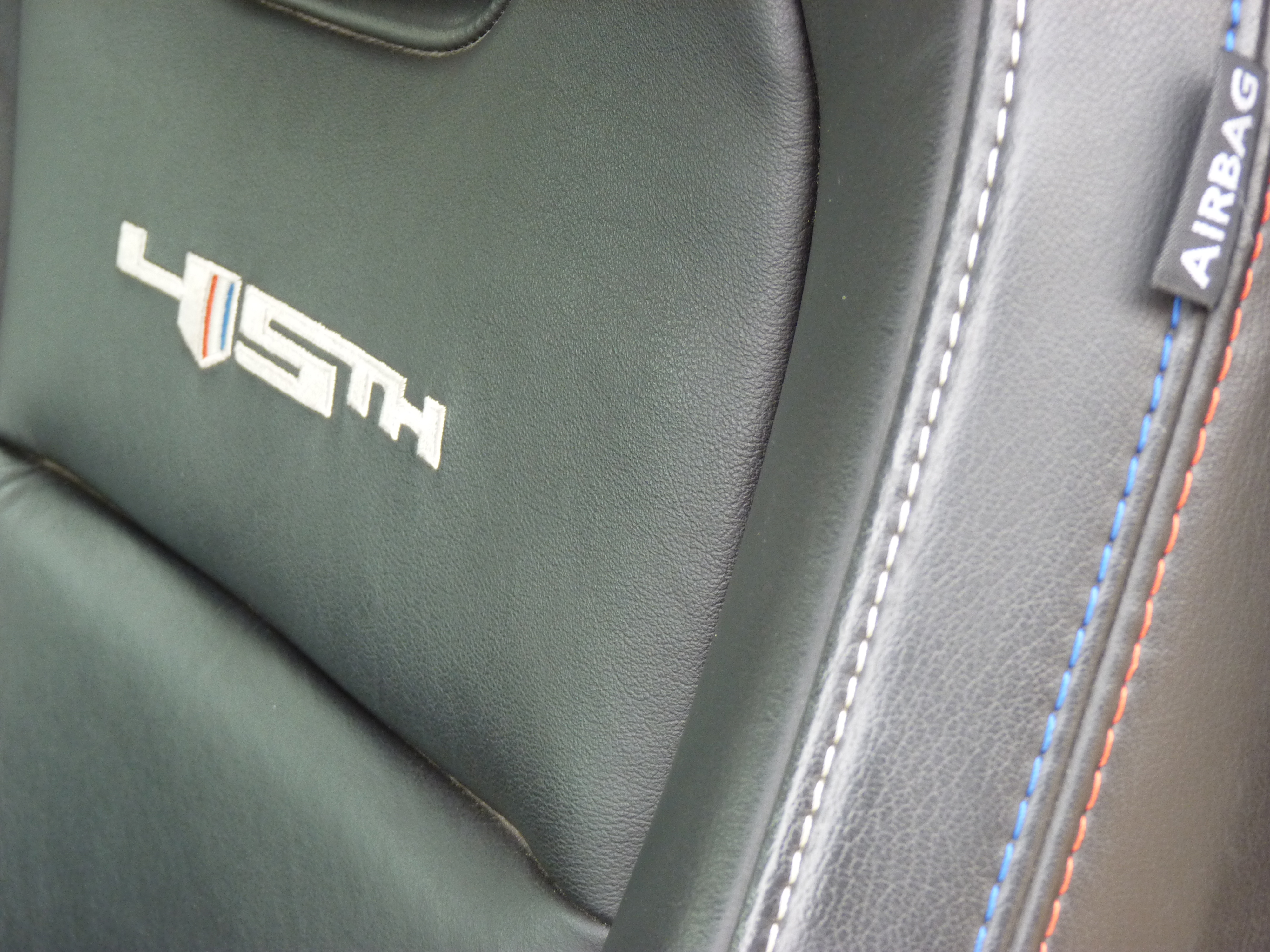
Broderie sur la sellerie
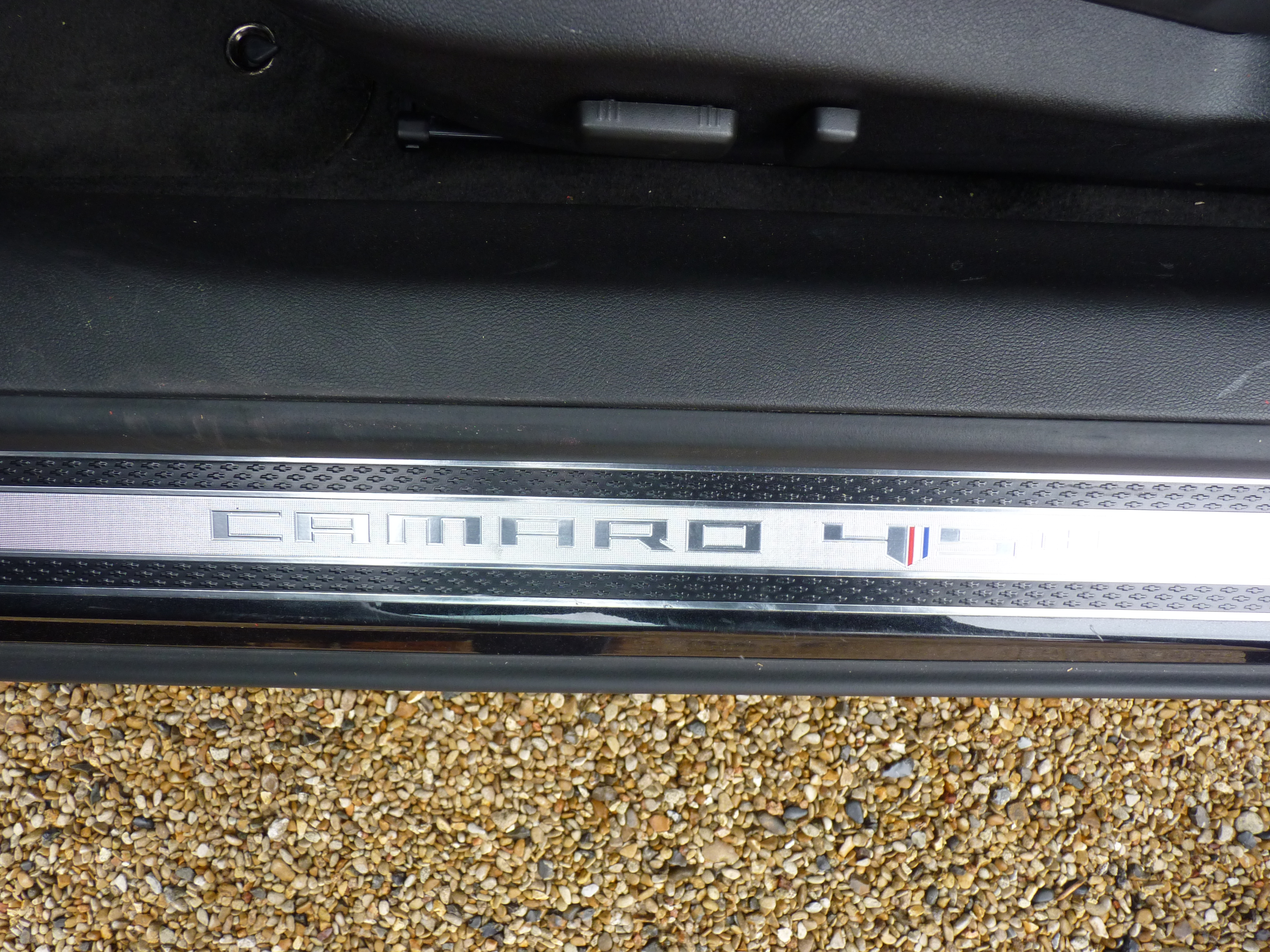
Seuil de porte
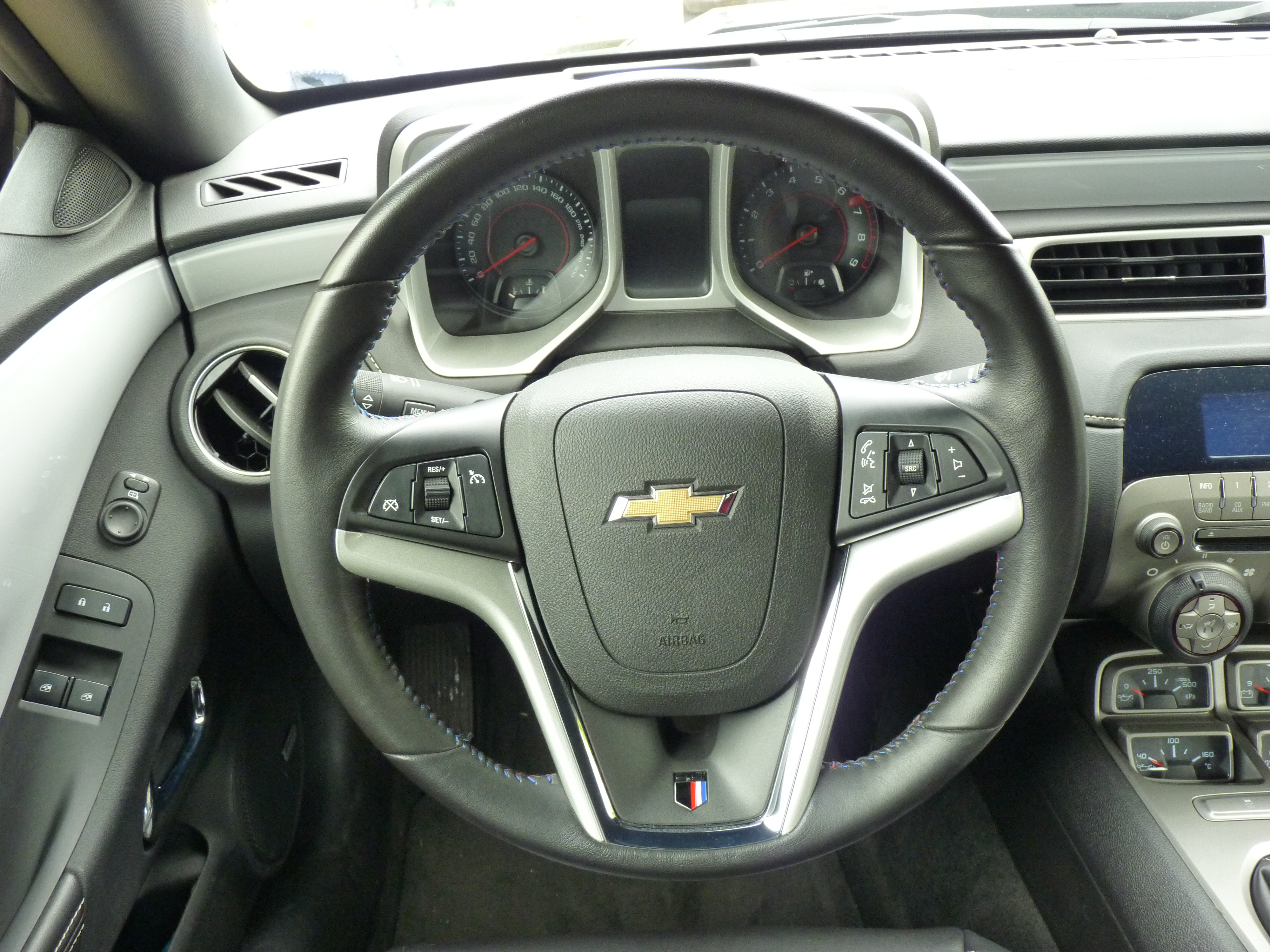
Volant surpiquée avec badge
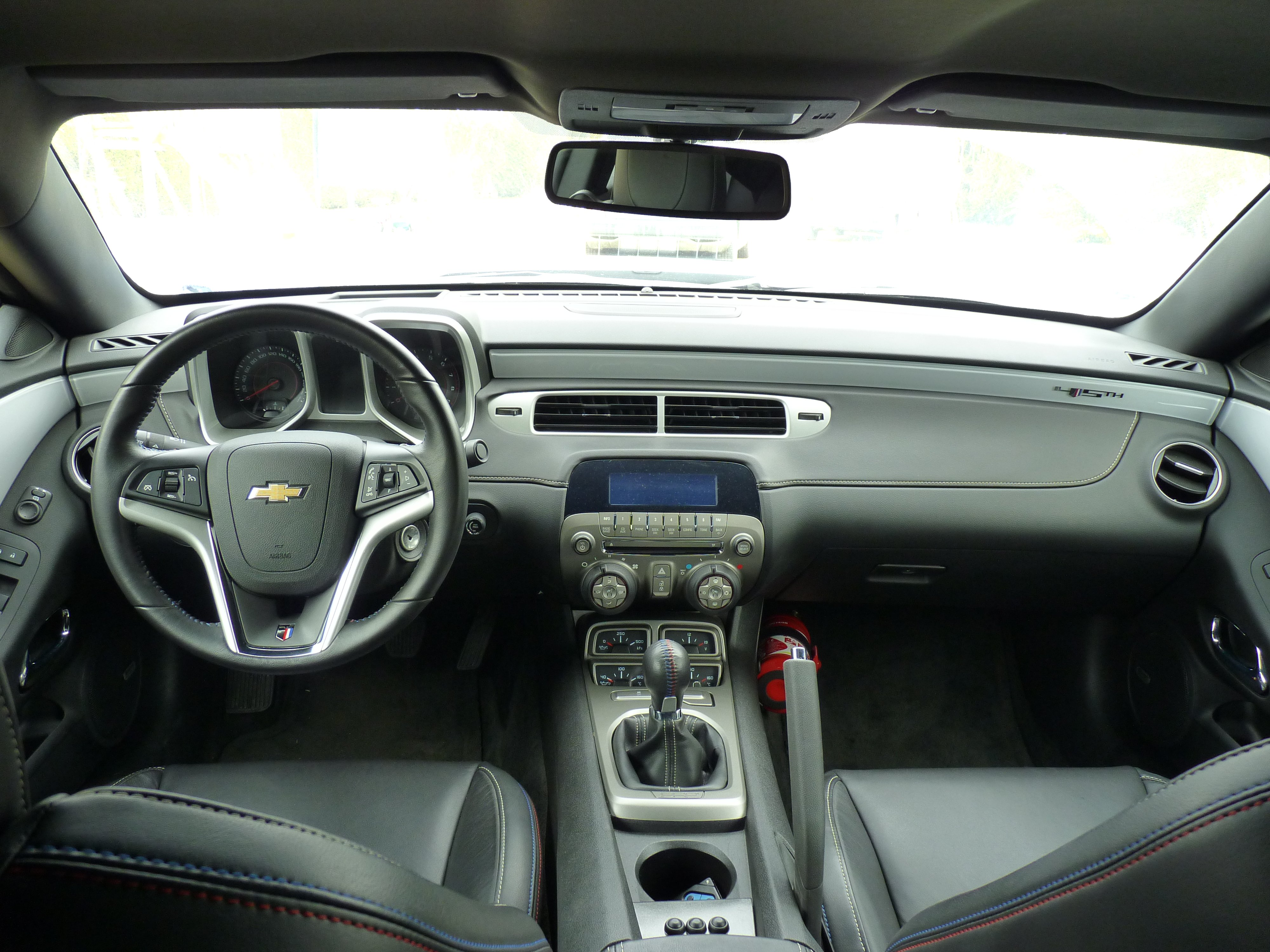
Planche de bord
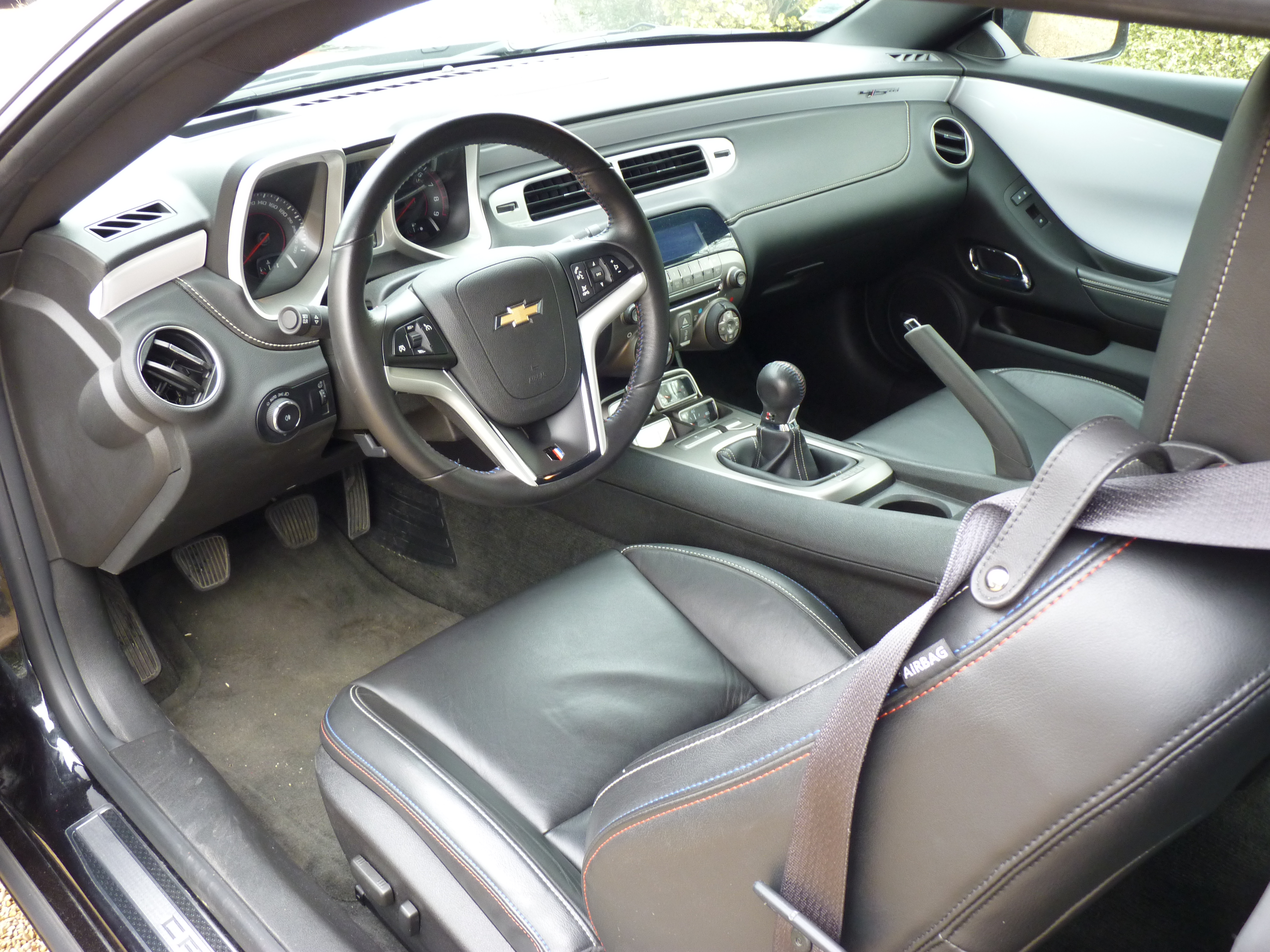
Sellerie cuir surpiquée
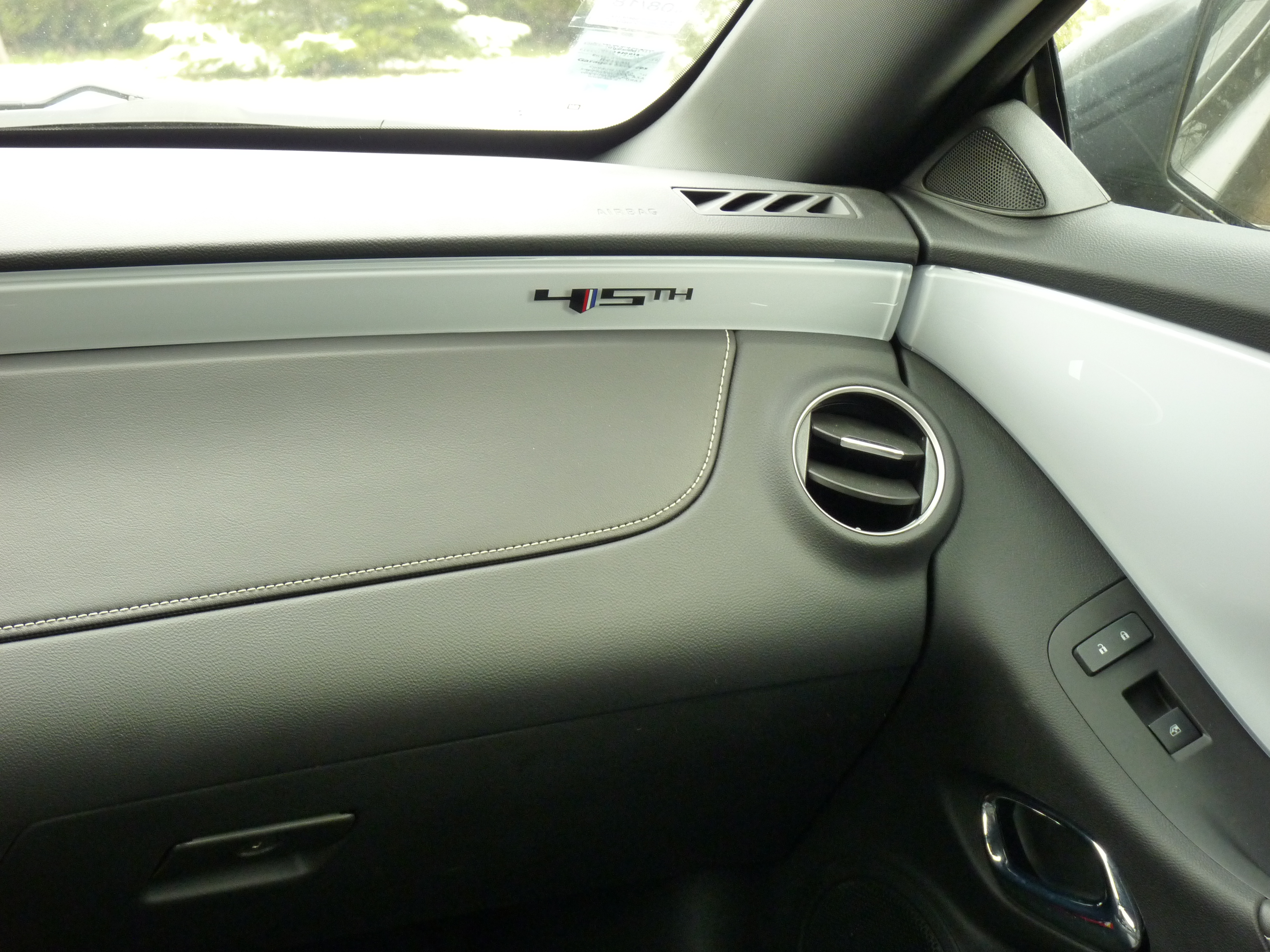
Badge sur la planche de bord

### Motorisation

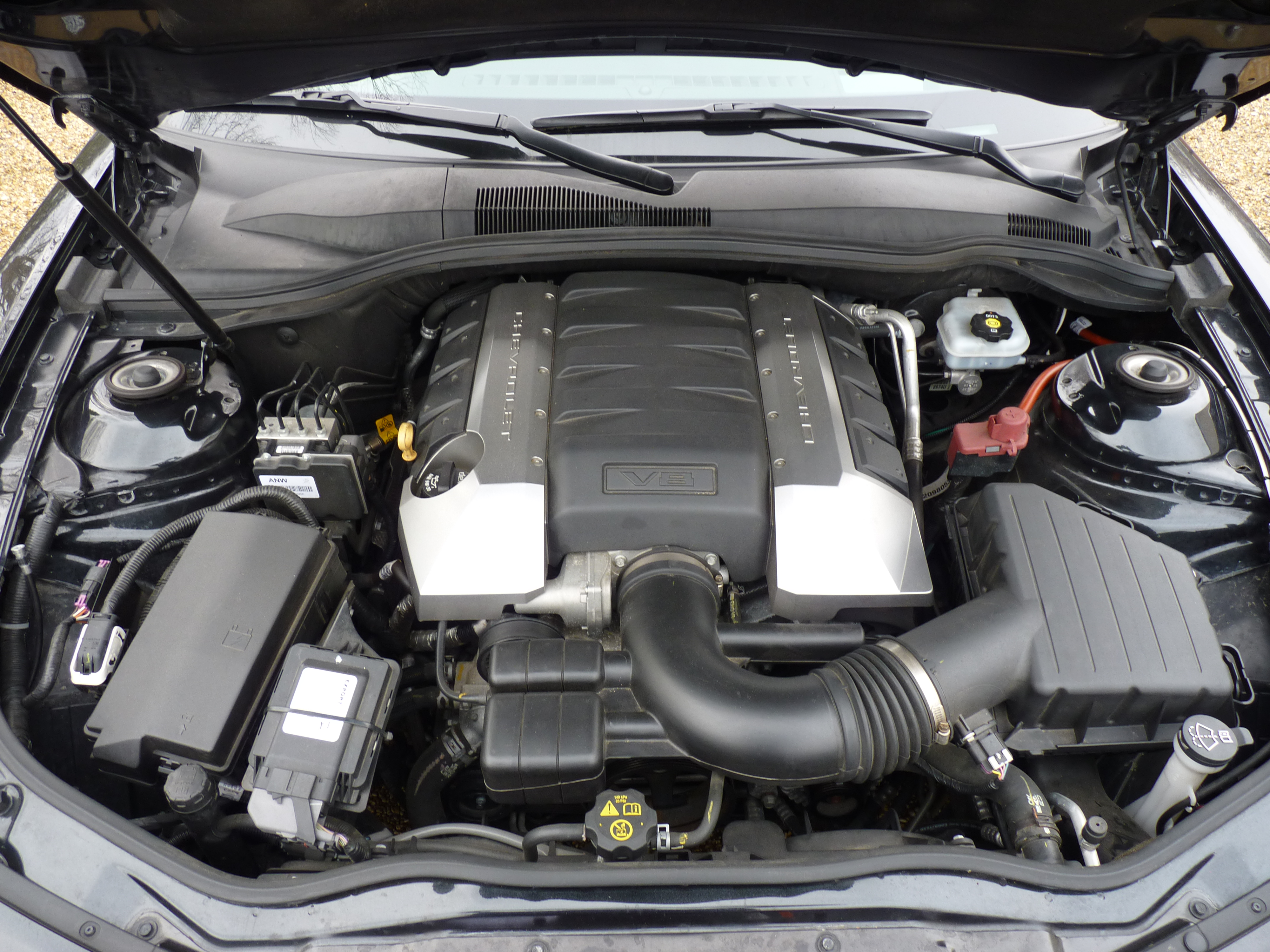
Moteur V8 - Camaro 45th

La Camaro 45th est motorisée par le V8 6,2 litres de 432 ch à 5 900 tr/min en boîte manuelle 6 rapports ou 405 ch en boîte automatique séquentielle 6 rapports. Elle est disponible en coupé et en cabriolet.
|                                                      | Chevrolet Camaro 45th Anniversary V8 |                        |
| Moteur                                               | 8 cylindres en V                     | 8 cylindres en V       |
| Alimentation                                         | Atmosphérique                        | Atmosphérique          |
| Cylindrée (cm3)                                      | 6 162                                | 6 162                  |
| Puissance maxi ch (kW)                               | 432 (318)                            | 405 (298)              |
| au régime de (tr/min)                                | 5 900                                | 5 900                  |
| Couple maxi (N m)                                    | 569                                  | 569                    |
| au régime de (tr/min)                                | 4 600                                | 4 600                  |
| Boîte de vitesses                                    | Manuelle 6 rapports                  | Automatique 6 rapports |
| Vitesse maxi (km/h)                                  | 250                                  | 250                    |
| 0-100 km/h (s)                                       | 5,2                                  | 5,4                    |
| Consommation (en L/100 km) urbain/extra-urbain/mixte | 20,9/10,2/14,1                       | 18,9/9,7/13,1          |
| Masse à vide (kg EU)                                 | 1 769                                | 1 795                  |
| Émissions de CO2 (en g/km)                           | 329                                  | 304                    |
| Capacité du réservoir (en L)                         | 72                                   | 72                     |
| Norme environnementale                               | Euro 5                               | Euro 5                 |

### Équipements
La Camaro 45th Anniversary reçoit l'équipement de série de la version SS :
- Affichage tête haute;
- Alarme;
- Audio Boston Acoustics USB 245 watts;
- Caméra de recul dans le rétroviseur;
- Climatisation;
- Feux xénons et leds;
- Freins Brembo;
- Jantes aluminium 20 pouces;
- Sièges électriques et chauffants.

#### Options
La 45th étant basée sur la finition haute de la Camaro, les équipements optionnels sont limités. En plus du choix de la version (coupé ou cabriolet), la Camaro 45th Anniversary peut recevoir :
- un toit ouvrant électrique;
- une boîte de vitesses automatique.